# Brian Hartley
Brian Hartley (15 de maio de 1939 — 8 de outubro de 1994) foi um matemático britânico.
Especialista em teoria dos grupos, obteve o doutorado em 1964 na Universidade de Cambridge, orientado por Philip Hall. Passou um ano na Universidade de Chicago e outro no Instituto de Tecnologia de Massachusetts, sendo em 1966 indicado lecturer na recém criada Universidade de Warwick, ascendendo a reader em 1973. Em 1977 foi catedrático de matemática da Universidade de Manchester, onde foi chefe do Departamento de Matemática de 1982 a 1984.
Publicou mais de 100 artigos, a maior parte deles sobre teoria dos grupos, colaborando amplamente com outros matemáticos. Seu principal interesse foi focado em grupos locais finitos.
O 'Brian Hartley Room' na Escola de Matemática da Universidade de Manchester é nomeado em sua memória.

## Obras
- Rings Modules and Linear Algebra, com Trevor Hawkes (ISBN 9780412098109).